# 피자라

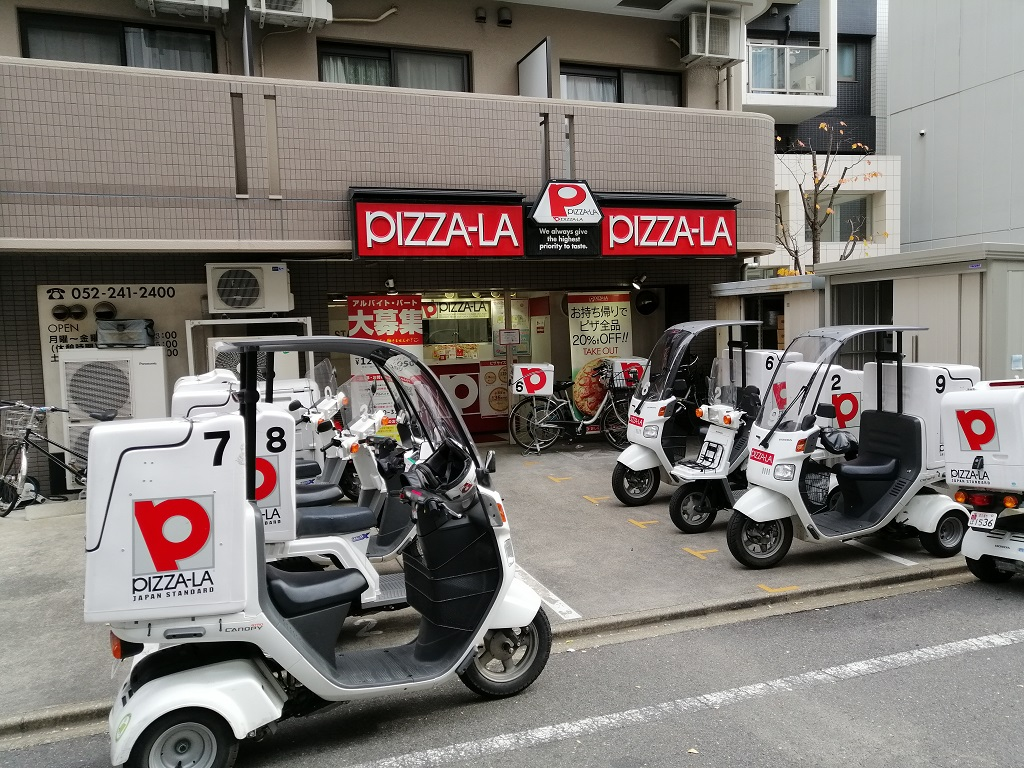
아이치현 나고야시에 있는 피자라 매장

피자라(PIZZA-LA, 일본어: ピザーラ)는 일본의 배달 피자 체인점이다. 1987년에 도쿄에 첫 지점을 열었으며, 현재 일본 전역에서 500여개의 지점을 운영하고 있다.
이름은 피자와 고지라에서 유래되었다.